# Ciències agràries
Les ciències agràries son un ampli camp multidisciplinari de la biologia que engloba les parts de les ciències exactes, naturals, econòmiques i socials que s'utilitzen en la pràctica i la comprensió de l'agricultura. Els professionals de la ciència agrària s'anomenen científics agrícoles o agricultors.
Els camps o disciplines relacionades son biotecnologia agrícola, química agrícola, diversificació agrícola, ensenyament agrícola, economia agrària, enginyeria agrícola, geografia agrícola, filosofia agrícola, màrqueting agrícola, ciència del sòl agrícola, agroecologia, agrofísica, ciència animal (cria d'animals, Ramaderia, alimentació animal), gestió de la granja, agronomia (botànica, ecologia teòrica de la producció, agricultura de precisió, horticultura, millora vegetal, adob), aqüicultura, enginyeria biològica, enginyeria genètica, nematologia, microbiologia, patologia vegetal, gestió de pastures, ciències ambientals, entomologia, ciència dels aliments, alimentació humana, regadiu i gestió de l'aigua, edafologia, agrologia, gestió de residus, gestió de les males herbes.

## Científics
- Wilbur Olin Atwater[3]
- Robert Bakewell[4]
- Norman Borlaug[5]
- Luther Burbank[6]
- George Washington Carver[7]
- Carl Henry Clerk
- George C. Clerk
- René Dumont[8]
- Sir Albert Howard[9]
- Kailas Nath Kaul[10]
- Thomas Lecky[11]
- Justus von Liebig[12]
- Jay Laurence Lush
- Gregor Mendel
- Louis Pasteur
- M. S. Swaminathan
- Jethro Tull[13][14]
- Artturi Ilmari Virtanen[15]
- Sewall Wright[16]

## Tractats d'agricultura
- c 250 aC. Tractat d'agricultura del cartaginès Magó (escriptor).[17][18]

- c 160 aC.  De agricultura (Sobre l'agricultura). Cató el Vell.[19][20]

- 37 aC. De Re Rustica Libri III. Marc Terenci Varró.[21]

- c 40 dC. De Re Rustica.  Columel·la.[22][23]

- c 355. Opus agriculturae.  Pal·ladi.[24][25]
  - El darrer llibre és un poema sobre els empelts en versos elegíacs.[26][27]

- c 544. Qimin Yaoshu.[28]

- 505–587. Varahamihira. Brihat Samhita (La gran compilació), una mena d'enciclopèdia sobre tota mena de coneixements de la seva època.[29][30][31]

- c 950. Geopònica. Cassianus Bassus Scholasticus.[32][33]
- c 1220. Kitab al-Filaha (El llibre de l'agricultura). Abu Zakariya´ Yahya.
  - Traducció al castellà del tortosí Josep Banqueri.[34]
- c 1280. Le Dite de Hosebondrie. Walter de Henley.[35]

### Any 1300

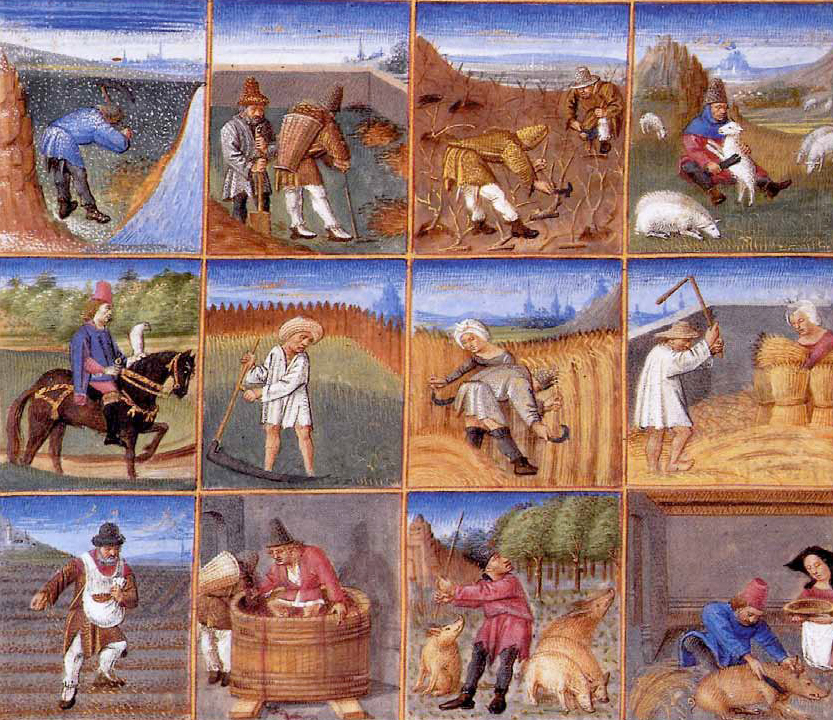
Calendari agrícola medieval. Pietro Crescenzi.

- c.1306. Liber ruralium commodorum. Pietro Crescenzi.[36]
  - Traducció italiana.[37]
- 1385. Ferrer Saiol
  - Ferrer Saiol s'encarregà de la traducció de l'obra De re rustica, de Pal·ladi, en l'onada de traduccions que hi havia en la cort del Cerimoniós.[38][39]

### Any 1400
- c 1420. Manuscrit anglès amb la traducció de l'obra de Pal·ladi Rutilià.[40][41]

### Any 1500
- 1513. Obra de agricultura. Gabriel Alonso de Herrera.[42]
  - Edició en italià.[43]

- 1554. Praedium rusticum. Charles Estienne.[44]
- 1564. L’agriculture et maison rustique. Charles Estienne et Jean Liebault.[45]

- 1578. Foure Bookes of Husbandry. Conrad Heresbach.[46]

- 1585. Five Hundred Points of Good Husbandry: Together with a Book of Huswifery. Thomas Tusser.[47][48]

- 1593. Le vinti giornate dell'agricoltura. Agostino Gallo.[49]

### Any 1600
- 1600. Le Theatre d'Agriculture et mesnage des champs. Olivier de Serres.[50]

- 1617. Llibre dels secrets d'agricultura, casa rústica i pastoril. Miquel Agustí.[51]

### Any 1700
- 1708. The whole art of husbandry. John Mortimer.[52]

- 1716. A Compleat System of Husbandry and Gardening. John Worlidge.[53]

- 1720. Economía general de la casa de Campo. Francisco de la Torre.[54]

- 1752. L' Ecole Du Jardin Potager.[55]

- 1764. Essays on husbandry. Walter Harte.[56]

- 1771. The Complete English Farmer. David Henry.[57]

### Any 1800
- 1817. Tratado del injerto: en que se explica todo lo correspondiente al arte de injertar. Claudio Boutelou.[58]
- 1841. Manuel d'agriculture pratique à l'usage des fermes de trente hectares. Spineux.[59]

- 1844. Mémoires sur quelques sujets d'agriculture, et sur la fondation d'une ferme modèle et d'une école d'agriculture dans le Canton de Vaud.[60]

- 1852. Tratado sobre huertos.[61]
- 1853. Volgarizzamento del trattato di agricoltura di Rutilio Tauro Emiliano Palladio testo di lingua la prima volta pubblicato dall'abate Paolo Zanotti.[62]
- 1861. Manuel élémentaire et classique d'Agriculture approprié aux diverses parties de la France. Louis GOSSIN.[63]

- 1865. Versuche über Plflanzenhybriden (“Experiments d'hibridació en plantes”). Gregor Mendel.[64][65]
  - Genètica mendeliana
  - Experiments sobre la hibridació de les plantes

- 1868. Manuale dell'ortolano contenente la coltivazione ordinaria e forzata delle piante d'ortaggio.[66]

- 1873. Tratado completo del cultivo de la huerta. Buenaventura Aragó.[67]

- 1874. Journal de l'agriculture de la ferme et des maisons de campagnes, de la zootechnie, de la viticulture, de l'horticulture, de l'economie rurale et des interets de la propriete.[68]

### Any 2000
- 2001. Diccionari dels noms de ceps i raïms: l'ampelonímia catalana. Xavier Favà i Agud.[69]